# Ferdinand Klimt
Ferdinand Klimt (* 25. Juni 1927 in Úštěk; † 2. Mai 2016) war ein deutscher Sportmediziner und Pädiater.

## Leben
Nach der Promotion zum Dr. med. in Rostock am 4. Februar 1954 und der Habilitation an der HU Berlin am 28. Juni 1967 war er von 1975 bis 1978 Wissenschaftlicher Rat und Professor für Sportmedizin an der Universität Hamburg. Von 1978 bis zu seiner Pensionierung 1992 lehrte er in Marburg als Pionier der Pädiatrischen Sportmedizin.

## Schriften (Auswahl)
- mit Werner Droese und Helga Stolley: Die Ernährung des Kleinkindes und des Schulkindes. Köln 1980, OCLC 75557369.
- Sportmedizin im Kindes- und Jugendalter. 64 Tabellen. Stuttgart 1992, ISBN 3-13-762801-6.